# Jordi Bargalló
Bargalló  Poch est un nom espagnol. Le premier nom de famille, en général paternel, est Bargalló ; le second, en général maternel, souvent omis, est Poch.
Jordi Bargalló i Poch, né le 5 décembre 1979 à Sant Sadurní d'Anoia, est un joueur de rink-hockey espagnol. Il joue en tant que joueur de champ.

## Biographie
Son premier club a été celui de sa ville, le Club Esportiu Noia qu'il rejoignit en 1997. C'est là où le jeune Jordi gagna ses premiers trophées : une Coupe d'Espagne de rink hockey en 1998 et une Coupe CERS la même année. Il joua 5 saisons en OK Liga 
avant de quitter le club  en 2002 pour le HC Liceo avec qui il gagnera une autre Coupe d'Espagne de rink hockey en 2004 ainsi qu’une Ligue Européenne en 2003. Il jouera pour ce club jusqu'en 2006, année ou il le quittera pour l'Igualada HC avec qui il ne jouera que deux saisons et reviendra après au HC Liceo  son club actuel ou il est capitaine.
Il a été sélectionné en équipe d'Espagne à plusieurs reprises, avec qui il a gagné les championnats du monde masculin A de rink hockey 2005, 2009  et 2011
ainsi que les Championnats d'Europe masculin de rink hockey 2006, 2008 et 2010. Il a aussi gagné la Coupe des nations de rink hockey 2005.

## Palmarès

### CE Noia
- 1 Coupe d'Espagne de rink hockey masculin
- 1 Coupe CERS

### HC Liceo
- 2 Ligues des champions
- 1 Coupe Intercontinentale
- 1 Supercoupe d'Europe
- 1 Coupe CERS

### Équipe nationale
- 4 Championnat du monde
- 3 Championnat d'Europe
- 1 Coupe des Nations